# Ranunculus orthorhynchus
Ranunculus orthorhynchus Hook. – gatunek rośliny z rodziny jaskrowatych (Ranunculaceae Juss.). Występuje naturalnie w zachodniej części Ameryki Północnej.

## Rozmieszczenie geograficzne
Rośnie naturalnie w Kanadzie (w południowo-zachodniej części Kolumbii Brytyjskiej) oraz Stanach Zjednoczonych (w południowo-wschodniej Alasce, w stanie Waszyngton, w Oregonie, północnej i środkowej części Kalifornii, w północnej Nevadzie, w Utah, Idaho oraz w zachodnich częściach Montany i Wyoming). 

## Morfologia
PokrójBylina o lekko owłosionych pędach.
LiścieSą proste, 3-, 5-klapowane lub 3-, 5-listkowe. Mają owalny, podłużny lub półokrągły kształt. Mierzą 3–12,5 cm długości oraz 2,5–14 cm szerokości. Brzegi są karbowane lub całobrzegie.
KwiatySą pojedyncze. Pojawiają się na szczytach pędów. Mają 5 eliptycznych działek kielicha, które dorastają do 1–2 mm długości. Mają 5–6 owalnych i żółtych lub czerwonych płatków o długości 8–18 mm.
OwoceNagie niełupki o długości 2–5 mm. Tworzą owoc zbiorowy – wieloniełupkę o jajowatym lub półkulistym kształcie i dorastającą do 6–10 mm długości.

## Biologia i ekologia
Rośnie na łąkach. Występuje na wysokości do 2100 m n.p.m. Kwitnie od kwietnia do czerwca. 

## Zmienność
W obrębie tego gatunku oprócz podgatunku nominatywnego wyróżniono jeden podgatunek:
- Ranunculus orthorhynchus subsp. platyphyllus (A. Gray) Roy L. Taylor & MacBryde

Ponadto wyróżniono także jedną odmianę:
- Ranunculus orthorhynchus var. bloomeri (S. Watson) L.D. Benson